# Peter Németh
Peter Németh (Bojnice, 14 settembre 1972) è un allenatore di calcio ed ex calciatore slovacco, di ruolo centrocampista.

## Carriera

### Nazionale
Debutta il 19 maggio 1999 contro la Bulgaria (2-0).

## Palmarès

### Giocatore

#### Competizioni nazionali
- Campionato slovacco: 1

Inter Bratislava: 1999-2000
- Coppa di Slovacchia: 1

Inter Bratislava: 1999-2000